# The Confederate Spy
The Confederate Spy er en amerikansk stumfilm fra 1910 af Sidney Olcott.